# 좁은발거친털쥐
좁은발거친털쥐(Neacomys tenuipes)는 비단털쥐과 거친털쥐속에 속하는 설치류이다. 베네수엘라 북서부 지역부터 콜롬비아를 거쳐 에콰도르까지 안데스산맥 북부 지역을 따라 발견되며, 해발 400~1750m의 우림에서 서식한다. 저지대 아마존 분지의 작은 개체군은 이전에 좁은발거친털쥐로 분류했지만, 현재는 별도의 종으로 간주하고 있다.